# Mesterholdenes Europa Cup i håndbold 1986-87 (mænd)
Mesterholdenes Europa Cup i håndbold 1986–87 for mænd var den 27. udgave af Mesterholdenes Europa Cup i håndbold for mænd. Turneringen havde deltagelse af klubhold, som sæsonen forinden var blevet nationale mestre, samt de jugoslaviske sølvvindere, eftersom det jugoslaviske mesterhold, RK Metaloplastika, automatisk var kvalificeret til turneringen som forsvarende mestre. Turneringen blev afviklet som en cupturnering, hvor opgørene blev afgjort over to kampe (ude og hjemme).
Turneringen blev vundet af SKA Minsk fra Sovjetunionen, som i finalen over to kampe besejrede GKS Wybrzeże fra Polen med 62-49. Det var første gang, at SKA Minsk vandt Mesterholdenes Europa Cup, mens GKS Wybrzeże for anden sæson i træk tabte i finalen.
Danmarks repræsentant i turneringen var HIK, som blev slået ud i ottendedelsfinalen af RK Crvena zvezda fra Jugoslavien, som vandt med 52-49 over to kampe.

## Resultater

### 1/16-finaler
| Dato   | Dato   | Hjemmehold i 1. kamp     | Udehold i 1. kamp  | Resultat | Resultat | Resultat |
| 1.kamp | 2.kamp | Hjemmehold i 1. kamp     | Udehold i 1. kamp  | Samlet   | 1.kamp   | 2.kamp   |
| ------ | ------ | ------------------------ | ------------------ | -------- | -------- | -------- |
| ?      | ?      | SKA Minsk                | BK-46              | 74–58    | 43-29    | 31-29    |
| ?      | ?      | Redbergslids IK          | ?                  | ?–?      | ?-?      | ?-?      |
| ?      | ?      | RK Crvena zvezda         | AS Filippos Verias | ?–?      | 28-18    | ?-?      |
| ?      | ?      | Hellerup IK              | ?                  | ?–?      | ?-?      | ?-?      |
| ?      | ?      | TUSEM Essen              | ?                  | ?–?      | ?-?      | ?-?      |
| 27.9.  | ?      | USM Gagny                | HC Initia Hasselt  | ?–?      | 21-13    | ?-?      |
| 27.9.  | 4.10.  | UHC Stockerau            | Dukla Praha        | 44–61    | 22-30    | 22-31    |
| ?      | ?      | Stavangers IF            | ?                  | ?–?      | ?-?      | ?-?      |
| ?      | ?      | HB Dudelange             | ?                  | ?–?      | ?-?      | ?-?      |
| 28.9.  | ?      | VIF G.Dimitrov Sofia     | Veszprémi Építők   | ?–?      | 21-13    | ?-?      |
| ?      | ?      | TSV St. Otmar St. Gallen | HV Vlug en Lenig   | 43–36    | 23-15    | 20-21    |
| 28.9.  | ?      | Vestmanna ÍF             | Víkingur           | 47–50    | 25-25    | 22-25    |
| ?      | ?      | Hapoel Rishon LeZion     | Cividin Trieste    | ?–?      | 28-15    | ?-?      |

### 1/8-finaler
| Dato   | Dato   | Hjemmehold i 1. kamp | Udehold i 1. kamp        | Resultat | Resultat | Resultat |
| 1.kamp | 2.kamp | Hjemmehold i 1. kamp | Udehold i 1. kamp        | Samlet   | 1.kamp   | 2.kamp   |
| ------ | ------ | -------------------- | ------------------------ | -------- | -------- | -------- |
| 16.11. | 23.11. | Redbergslids IK      | SKA Minsk                | 42–62    | 21-26    | 21-36    |
| 16.11. | 23.11. | Hellerup IK          | RK Crvena zvezda         | 49–52    | 28-24    | 21-28    |
| 15.11. | 23.11. | TUSEM Essen          | USM Gagny                | 38–30    | 21-12    | 17-18    |
| 15.11. | 23.11. | Dukla Praha          | Stavangers IF            | 46–40    | 29-18    | 17-22    |
| 15.11. | 22.11. | FC Barcelona         | RK Metaloplastika        | 52–55    | 31-25    | 21-30    |
| 16.11. | 23.11. | SC Empor Rostock     | Veszprémi Építők         | 56–43    | 30-20    | 26-23    |
| 16.11. | 23.11. | Víkingur             | TSV St. Otmar St. Gallen | 41–37    | 22-17    | 19-20    |
| ?      | ?      | GKS Wybrzeże         | Cividin Trieste          | ?–?      | ?-?      | ?-?      |

### Kvartfinaler
| Dato   | Dato   | Hjemmehold i 1. kamp | Udehold i 1. kamp | Resultat | Resultat | Resultat |
| 1.kamp | 2.kamp | Hjemmehold i 1. kamp | Udehold i 1. kamp | Samlet   | 1.kamp   | 2.kamp   |
| ------ | ------ | -------------------- | ----------------- | -------- | -------- | -------- |
| ?      | ?      | SKA Minsk            | RK Crvena zvezda  | 65–50    | 33-19    | 32-31    |
| 12.1.  | 19.1.  | TUSEM Essen          | Dukla Praha       | 36–35    | 19-15    | 17-20    |
| ?      | ?      | SC Empor Rostock     | RK Metaloplastika | 44–54    | 24-29    | 20-25    |
| 9.1.   | 19.1.  | Víkingur             | GKS Wybrzeże      | 42–48    | 25-25    | 17-23    |

### Semifinaler
| Dato   | Dato   | Hjemmehold i 1. kamp | Udehold i 1. kamp | Resultat | Resultat | Resultat |
| 1.kamp | 2.kamp | Hjemmehold i 1. kamp | Udehold i 1. kamp | Samlet   | 1.kamp   | 2.kamp   |
| ------ | ------ | -------------------- | ----------------- | -------- | -------- | -------- |
| ?      | ?      | TUSEM Essen          | SKA Minsk         | 47–48    | 23-23    | 24-25    |
| ?      | ?      | RK Metaloplastika    | GKS Wybrzeże      | 52–57    | 26-33    | 26-24    |

### Finale
| Dato   | Dato   | Hjemmehold i 1. kamp | Udehold i 1. kamp | Resultat | Resultat | Resultat |
| 1.kamp | 2.kamp | Hjemmehold i 1. kamp | Udehold i 1. kamp | Samlet   | 1.kamp   | 2.kamp   |
| ------ | ------ | -------------------- | ----------------- | -------- | -------- | -------- |
| ?      | ?      | SKA Minsk            | GKS Wybrzeże      | 62–49    | 32-24    | 30-25    |